# Cercle républicain
Le Cercle républicain se situe dans un immeuble du 1er arrondissement de Paris.

## Situation et accès
L'adresse est au No 5 de l'avenue de l'Opéra.

## Historique
Le bâtiment abritant le cercle a été construit entre 1877 et 1878 par l'architecte Arthur Froelicher. Le salon a été décoré par Théodore Deck, l'un des plus grands céramistes français du XIXe siècle, qui a utilisé les dessins d'Edmond Lachenal pour les louer au Cercle républicain.
Le salon de céramique et le salon mauresque sont inscrits au titre des monuments historiques par arrêté du 18 juin 1996.
Le Cercle républicain fut présidé dans les années 1980 par Marcel Martin, ancien sénateur-maire de Nancy.

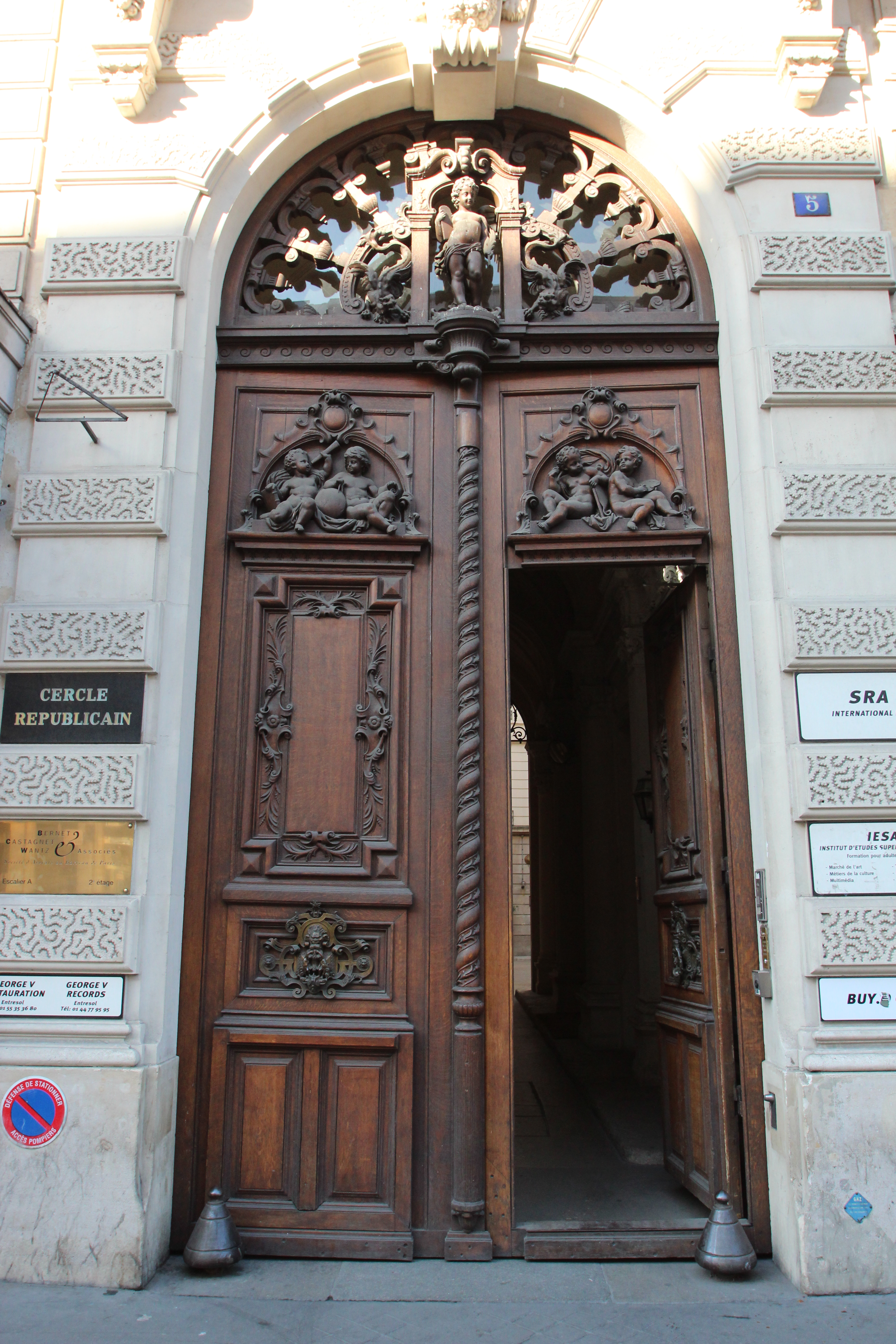
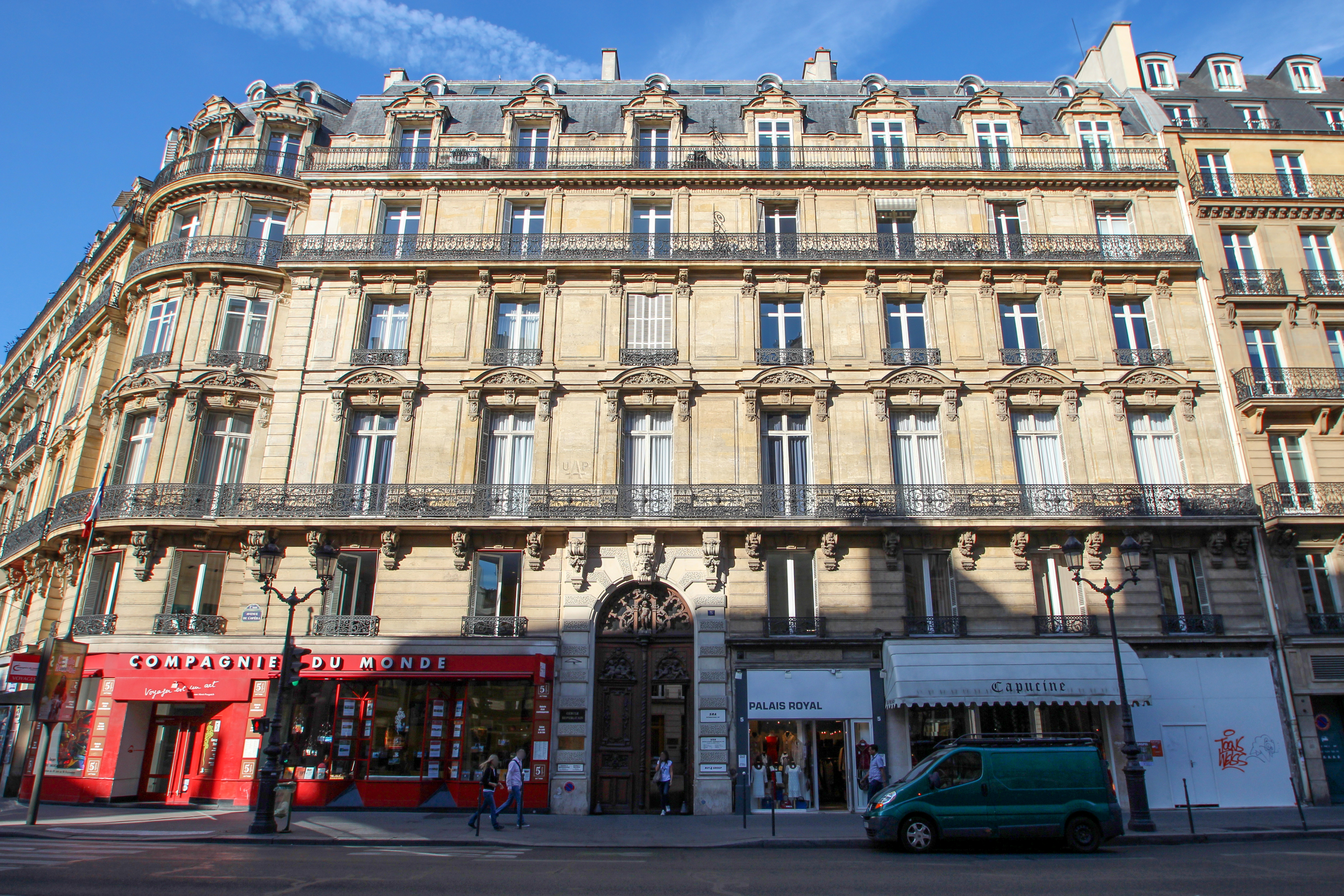